# 6133 Royaldutchastro
6133 Royaldutchastro eller 1990 RC3 är en asteroid i huvudbältet som upptäcktes den 14 september 1990 av den amerikanske astronomen Henry E. Holt vid Palomarobservatoriet. Den är uppkallad efter Koniklijke Nederlandse Vereniging voor Weeren Sterrenkunde.
Asteroiden har en diameter på ungefär 9 kilometer.